# Неньютоновская жидкость
Ненью́то́новской жи́дкостью называют жидкость, при течении которой её вязкость зависит от градиента скорости. Обычно такие жидкости сильно неоднородны и состоят из крупных молекул, образующих сложные пространственные структуры.
Простейшим наглядным бытовым примером может являться смесь крахмала с небольшим количеством воды. Чем быстрее происходит внешнее воздействие на взвешенные в жидкости макромолекулы связующего вещества, тем выше вязкость жидкости.

## История
В конце XVII века Исаак Ньютон обратил внимание, что быстро грести вёслами гораздо тяжелее, нежели делать это медленно. Он сформулировал закон, согласно которому при сдвиговых течениях касательные напряжения между слоями жидкости увеличиваются пропорционально относительной скорости движения соседних слоёв (оригинальная формулировка Ньютона в переводе А. Н. Крылова: «Сопротивление, происходящее от недостатка скользкости жидкости, при прочих одинаковых условиях предполагается пропорциональным скорости, с которой частицы жидкости разъединяются друг от друга»). Ньютон дополнительно обратил внимание на особенности жидкостей, когда пытался моделировать движение планет Солнечной системы посредством вращения цилиндра, изображавшего Солнце, в воде. Если поддерживать вращение цилиндра, то постепенно вращение передаётся всей массе жидкости. Впоследствии для описания подобных свойств жидкостей стали использовать термины «внутреннее трение» и «вязкость», получившие одинаковое распространение.
Эти работы Ньютона положили начало изучению вязкости и реологии (раздел физики, изучающий деформации и текучесть вещества).

## Реологическиемодели жидкостей
Классификация производится по зависимости вязких напряжений от скорости сдвига (градиента скорости) {\displaystyle {\dot {\gamma }}=\left|{\frac {\partial {\vec {v}}}{\partial z}}\right|}, где {\displaystyle {\vec {v}}} — скорость течения.
- Ньютоновская жидкость — линейный закон: {\displaystyle \sigma =\alpha {\dot {\gamma }}}
- Степенная жидкость — нелинейная, закон степенной: {\displaystyle \sigma =\alpha {\dot {\gamma }}^{n}}
  - Псевдопластик — {\displaystyle n<1}, при медленных движениях вязкость велика, затем убывает.
  - Дилатантная жидкость — {\displaystyle n>1}, вязкость растёт с увеличением скорости.
- Бингамовский пластик (бингамовская жидкость, модель Бингама) подобна модели сухого трения:

{\displaystyle \sigma ={\begin{cases}\sigma _{0}+\alpha {\dot {\gamma }},{\dot {\gamma }}>0\\-\sigma _{0}+\alpha {\dot {\gamma }},{\dot {\gamma }}<0\end{cases}}}
Наглядным примером бингамовской жидкости является краска — за счёт действия связующих веществ возникает порог для напряжения сдвига, и она способна образовывать неподвижные слои на вертикальных поверхностях. Любые другие жидкости будут стекать вниз. Для неньютоновских жидкостей возможно наблюдение и других эффектов, связанных с нелинейностью либо существованием порога. Усложнение зависимости вязких напряжений заставляет отказаться от «традиционного» уравнения Навье — Стокса для ньютоновской жидкости путём усложнения модели вязкого тензора.
Отдельным случаем неньютоновских жидкостей являются тиксотропные и реопексные жидкости, вязкость которых изменяется с течением времени.
Другая классификация — по зависимости вязкости {\displaystyle \eta } от величины скорости сдвига {\displaystyle {\dot {\gamma }}}:
- {\displaystyle {\frac {d\eta }{d{\dot {\gamma }}}}>0} соответствует случаю дилатантной жидкости;
- {\displaystyle {\frac {d\eta }{d{\dot {\gamma }}}}<0} соответствует случаю псевдопластической жидкости.

Типичными примерами дилатантных жидкостей являются концентрированные суспензии твёрдых частиц (например, зыбучий песок); псевдопластических — полимерные расплавы и растворы.

## В культуре
В качестве популярных примеров неньютоновской жидкости можно привести игрушки «Жвачка для рук» и «Лизун».